# 航空支援集団
航空支援集団（こうくうしえんしゅうだん、英称：Air Support Command、略称：ASC）とは、航空自衛隊の活動を支える輸送機部隊、管制部隊などを統括する組織である。司令部は東京都府中市。航空支援集団司令官は、空将をもって充てられ、防衛大臣の指揮監督を受ける。

## 沿革
- 1955年（昭和30年）06月06日 - 立川輸送航空隊の隷下に「臨時美保派遣隊」を編成。
- 1957年（昭和32年）08月01日 - 府中基地に「航空保安管制気象群」を編成。
- 1958年（昭和33年）
  - 03月18日 - 浜松基地に「臨時救難航空隊」を編成。
  - 010月1日 - 臨時美保派遣隊を「輸送航空団」に改称。臨時救難航空隊を「救難航空隊」に改称。
- 1960年（昭和35年）07月01日 - 救難航空隊本部が浜松基地から入間基地に移動。航空保安管制気象群本部の一部が府中基地から入間基地に移動。
- 1961年（昭和36年）07月15日 - 救難航空隊を「航空救難群」に改称。保安管制気象群を「保安管制気象団」に改称。
- 1971年（昭和46年）03月01日 - 航空救難群を「航空救難団」に改称。
- 1978年（昭和53年）03月31日 - 輸送航空団が司令部及び第1・第2・第3輸送航空隊の体制に改編。
- 1989年（平成元年）03月16日 - 航空救難団、輸送航空団、保安管制気象団などを改編・統合して「航空支援集団」を新編[4]。
- 2004年（平成16年）04月01日 - 「防衛庁組織令等の一部を改正する政令」（平成16年4月1日公布、政令第百二十四号 ）第3条に基づき、副司令官（空将補）職を新設[5]。
- 2007年（平成19年）04月01日 - 司令部の組織改編。防衛部調査課を廃止し、情報課を設置。
- 2013年（平成25年）03月26日 - 航空救難団を航空総隊直轄に異動[6]
- 2014年（平成26年）03月26日 - 航空機動衛生隊を隷下に編入[7]。
- 2017年（平成29年）04月01日 - 政策補佐官を参事官に改組[8]
- 2021年（令和03年）08月23日 - 航空支援集団司令官を指揮官とする第401飛行隊及び第403飛行隊を含む在アフガニスタン共和国邦人等輸送統合任務部隊による在アフガニスタン・イスラム共和国邦人等の輸送を実施[9]。
- 2023年（令和05年）04月20日 - 航空支援集団司令官を指揮官とする在スーダン共和国邦人等輸送統合任務部隊による在スーダン共和国邦人等輸送を実施[10]。
- 2024年（令和06年）09月27日 - 在レバノン共和国邦人等輸送準備のための航空支援集団司令官を指揮官とする在レバノン共和国邦人等輸送統合任務部隊を編成し、国外待機を実施[11]。

## 部隊編成
特記ないものは府中基地所在。
- 航空支援集団司令部
- 航空保安管制群
- 航空気象群
- 飛行点検隊 - （入間基地）
- 航空機動衛生隊 - （小牧基地）
- 第1輸送航空隊 - （小牧基地）
- 第2輸送航空隊 - （入間基地）
- 第3輸送航空隊 - （美保基地）
- 特別航空輸送隊 - （千歳基地）

### 司令部編成
- 総務部
  - 総務課
  - 人事課
  - 会計課
  - 厚生課
- 防衛部
  - 防衛課
  - 運用課[12]
  - 飛行支援課[13]
  - 通信電子課
  - 演習企画課[14]
  - 技術教育課
- 装備部
  - 装備課
  - 補給課
  - 施設課
- 情報課
- 監理監察官
- 法務官
- 医務官
- 副官

## 主要幹部
| 官職名             | 階級    | 氏名       | 補職発令日     | 前職                                         |
| ------------------ | ------- | ---------- | -------------- | -------------------------------------------- |
| 航空支援集団司令官 | 空将    | 安藤忠司   | 2025年08月01日 | 航空教育集団司令官                           |
| 副司令官           | 空将補  | 佐川詳二   | 2024年08月02日 | 航空総隊司令部幕僚長                         |
| 幕僚長             | 1等空佐 | 山田眞也   | 2025年07月31日 | 特別航空輸送隊司令                           |
| 参事官             | 事務官  | 原雅弘     | 0000年0月00日  |                                              |
| 総務部長           | 1等空佐 | 吉田行宏   | 2024年06月07日 | 航空支援集団司令部勤務                       |
| 防衛部長           | 1等空佐 | 内山均     | 2024年01月15日 | 統合幕僚監部運用部運用第2課 国際地域調整官   |
| 装備部長           | 1等空佐 | 楢崎昇     | 2023年09月03日 | 航空自衛隊補給本部航空機部長                 |
| 情報課長           | 1等空佐 | 岡本淳     | 2025年08月01日 | 航空幕僚監部運用支援・情報部情報課付         |
| 監理監察官         | 1等空佐 | 近藤博之   | 2024年08月01日 | 第11飛行教育団副司令                         |
| 法務官             | 1等空佐 | 坂本まゆみ | 2024年08月01日 | 航空自衛隊第2補給処業務部長                  |
| 医務官             | 1等空佐 | 田村信介   | 2023年12月22日 | 自衛隊入間病院看護部長 兼 自衛隊入間病院勤務 |

| 代                                | 氏名                              | 在職期間                                                   | 出身校・期                        | 前職                                                   | 後職                                                    |
| 航空保安管制気象群司令（1等空佐） | 航空保安管制気象群司令（1等空佐） | 航空保安管制気象群司令（1等空佐）                          | 航空保安管制気象群司令（1等空佐） | 航空保安管制気象群司令（1等空佐）                      | 航空保安管制気象群司令（1等空佐）                       |
| --------------------------------- | --------------------------------- | ---------------------------------------------------------- | --------------------------------- | ------------------------------------------------------ | ------------------------------------------------------- |
| 01                                | 浜野宗房                          | 1957年08月01日 - 1958年06月26日                            | 陸士45期                          | 航空幕僚監部付                                         | 航空集団司令部中部司令所防衛部長                        |
| 02                                | 小福田租                          | 1958年06月27日 - 1960年03月15日 ※1959年08月01日 空将補昇任 | 海兵59期                          | 航空自衛隊第2操縦学校付                                | 第17飛行教育団司令 兼 新田原基地司令                    |
| 03                                | 緒方景俊                          | 1960年03月16日 - 1961年07月14日                            | 陸士46期・ 陸大55期               | 航空幕僚監部装備部装備課長                             | 調達実施本部 名古屋第二駐在官事務所長                   |
| 保安管制気象団司令                |                                   |                                                            |                                   |                                                        |                                                         |
| 01                                | 矢作十郎                          | 1961年07月15日 - 1962年07月15日 ※1962年01月01日 空将補昇任 | 陸士47期・ 陸大55期               | 航空幕僚監部防衛部防衛課長                             | 北部航空警戒管制団司令 兼 三沢基地司令                  |
| 02                                | 高橋太郎 （空将補）               | 1962年07月16日 - 1963年07月31日                            | 陸士43期                          | 航空幕僚監部監察官                                     | 航空自衛隊補給統制処付 →1963年12月31日 退職（空将昇任） |
| 03                                | 奥宮正武 （空将補）               | 1963年08月01日 - 1964年07月06日                            | 海兵58期                          | 航空自衛隊幹部学校副校長 兼 市ヶ谷基地司令             | 退職（空将昇任）                                        |
| 04                                | 前川國雄                          | 1964年07月16日 - 1966年02月15日 ※1965年11月16日 空将昇任   | 陸士45期                          | 航空総隊司令部幕僚長                                   | 西部航空方面隊司令官                                    |
| 05                                | 周防元成 （空将補）               | 1966年02月16日 - 1967年07月16日                            | 海兵62期                          | 航空自衛隊第5術科学校長                                | 航空幕僚監部付 →1967年11月30日 退職（空将昇任）         |
| 06                                | 高橋正次                          | 1967年07月17日 - 1968年12月31日                            | 陸士48期・ 陸大59期               | 航空幕僚監部防衛部長                                   | 中部航空方面隊司令官                                    |
| 07                                | 後藤清敏                          | 1969年01月01日 - 1971年04月30日 ※1969年02月17日 空将昇任   | 陸航士49期・ 陸大58期             | 航空幕僚監部監察官                                     | 術科教育本部長                                          |
| 08                                | 松島龍夫                          | 1971年05月01日 - 1972年12月15日                            | 海兵65期                          | 輸送航空団司令 兼 美保基地司令                         | 退職                                                    |
| 09                                | 小笠英敏                          | 1972年12月16日 - 1974年06月30日 ※1978年01月01日 空将昇任   | 陸士53期・ 陸大60期               | 防衛大学校訓練部長                                     | 航空自衛隊幹部学校長                                    |
| 10                                | 井川静男                          | 1974年07月01日 - 1975年06月30日                            | 陸士54期                          | 航空幕僚監部人事教育部長 →1974年3月26日 航空幕僚監部付 | 航空自衛隊幹部学校長                                    |
| 11                                | 山田良市                          | 1975年07月01日 - 1976年02月15日                            | 海兵71期                          | 航空幕僚監部防衛部長 →1975年4月1日 航空幕僚監部付      | 西部航空方面隊司令官                                    |
| 12                                | 松村正二                          | 1976年02月16日 - 1976年11月30日                            | 海兵71期                          | 第4航空団司令 兼 松島基地司令                          | 北部航空方面隊司令官                                    |
| 13                                | 河野士郎                          | 1976年12月01日 - 1978年03月15日                            | 陸航士56期                        | 航空幕僚監部監察官                                     | 術科教育本部長                                          |
| 14                                | 樋口則英                          | 1978年03月16日 - 1979年07月31日                            | 海兵73期                          | 航空幕僚監部付                                         | 中部航空方面隊司令官                                    |
| 15                                | 池 徳                             | 1979年08月01日 - 1980年06月30日                            | 海兵74期                          | 西部航空方面隊司令部幕僚長                             | 西部航空方面隊司令官                                    |
| 16                                | 一宮眞之                          | 1980年07月01日 - 1981年06月30日                            | 陸士59期                          | 航空幕僚監部人事教育部長                               | 術科教育本部長                                          |
| 17                                | 新野 明                           | 1981年07月01日 - 1984年03月01日                            | 陸士60期                          | 航空幕僚監部人事教育部長                               | 退職                                                    |
| 18                                | 副島嘉豊                          | 1984年03月02日 - 1985年03月15日                            | 日本大学・ 3期幹候                | 航空幕僚監部防衛部長                                   | 西部航空方面隊司令官                                    |
| 19                                | 永田鋼吉                          | 1985年03月16日 - 1986年03月16日                            | 熊本大学 昭和28年卒               | 中央航空通信群司令 兼 市ヶ谷基地司令                   | 退職                                                    |
| 20                                | 田村秀昭 （空将補）               | 1986年03月17日 - 1986年12月04日                            | 防大1期                           | 航空幕僚監部装備部長                                   | 航空自衛隊幹部学校長                                    |
| 21                                | 高橋恆清 （空将補）               | 1986年12月05日 - 1987年07月06日                            | 防大1期                           | 輸送航空団司令                                         | 統合幕僚学校長                                          |
| 末                                | 法性弘                            | 1987年07月07日 - 1989年03月15日                            | 防大1期                           | 航空幕僚監部防衛部長                                   | 航空支援集団司令官                                      |
| 航空支援集団司令官                |                                   |                                                            |                                   |                                                        |                                                         |
| 01                                | 法性弘                            | 1989年03月16日 - 1990年07月08日                            | 防大1期                           | 保安管制気象団司令                                     | 航空総隊司令官                                          |
| 02                                | 石塚勲                            | 1990年07月09日 - 1991年06月30日                            | 防大3期                           | 中部航空方面隊司令官                                   | 航空総隊司令官                                          |
| 03                                | 石川吉夫                          | 1991年07月01日 - 1993年06月30日                            | 防大3期                           | 中部航空方面隊司令官                                   | 退職                                                    |
| 04                                | 宮竹惠哉                          | 1993年07月01日 - 1994年06月30日                            | 防大5期                           | 西部航空方面隊司令官                                   | 航空総隊司令官                                          |
| 05                                | 朝倉範夫                          | 1994年07月01日 - 1995年06月29日                            | 防大5期                           | 北部航空方面隊司令官                                   | 退職                                                    |
| 06                                | 武田清                            | 1995年06月30日 - 1996年06月30日                            | 防大8期                           | 北部航空方面隊司令官                                   | 航空教育集団司令官                                      |
| 07                                | 吉川武秀                          | 1996年07月01日 - 1997年03月25日                            | 防大8期                           | 航空開発実験集団司令官                                 | 航空自衛隊補給本部長                                    |
| 08                                | 竹河内捷次                        | 1997年03月26日 - 1998年06月30日                            | 防大9期                           | 北部航空方面隊司令官                                   | 航空総隊司令官                                          |
| 09                                | 山口利勝                          | 1998年07月01日 - 1999年12月09日                            | 防大9期                           | 航空自衛隊幹部学校長 兼 目黒基地司令                   | 退職                                                    |
| 10                                | 岩﨑克彦                          | 1999年12月10日 - 2001年03月26日                            | 防大11期                          | 北部航空方面隊司令官                                   | 航空総隊司令官                                          |
| 11                                | 津曲義光                          | 2001年03月27日 - 2003年03月26日                            | 防大13期                          | 北部航空方面隊司令官                                   | 航空幕僚長                                              |
| 12                                | 香川清治                          | 2003年03月27日 - 2005年01月11日                            | 防大14期                          | 北部航空方面隊司令官                                   | 退職                                                    |
| 13                                | 永岩俊道                          | 2005年01月12日 - 2006年08月03日                            | 防大15期                          | 西部航空方面隊司令官                                   | 退職                                                    |
| 14                                | 織田邦男                          | 2006年08月04日 - 2009年03月23日                            | 防大18期                          | 航空開発実験集団司令官                                 | 退職                                                    |
| 15                                | 森下一                            | 2009年03月24日 - 2011年08月04日                            | 防大20期                          | 航空自衛隊幹部学校長 兼 目黒基地司令                   | 退職                                                    |
| 16                                | 彌田清                            | 2011年08月05日 - 2012年07月25日                            | 防大21期                          | 航空自衛隊幹部学校長 兼 目黒基地司令                   | 退職                                                    |
| 17                                | 廣中雅之                          | 2012年07月26日 - 2013年08月21日                            | 防大23期                          | 西部航空方面隊司令官                                   | 航空教育集団司令官                                      |
| 18                                | 半澤隆彦                          | 2013年08月22日 - 2014年08月04日                            | 防大24期                          | 航空総隊副司令官                                       | 航空教育集団司令官                                      |
| 19                                | 福江弘明                          | 2014年08月05日 - 2015年11月30日                            | 防大25期                          | 航空幕僚副長                                           | 航空総隊司令官                                          |
| 20                                | 小城真一                          | 2015年12月01日 - 2017年08月07日                            | 防大26期                          | 防衛装備庁長官官房装備官                               | 退職                                                    |
| 21                                | 山田真史                          | 2017年08月08日 - 2019年08月22日                            | 防大28期                          | 西部航空方面隊司令官                                   | 退職                                                    |
| 22                                | 金古真一                          | 2019年08月23日 - 2021年12月21日                            | 防大30期                          | 航空総隊副司令官                                       | 退職                                                    |
| 23                                | 森川龍介                          | 2021年12月22日 - 2023年08月28日                            | 防大31期                          | 航空開発実験集団司令官                                 | 退職                                                    |
| 24                                | 森田雄博                          | 2023年08月29日 - 2025年07月31日                            | 防大33期                          | 航空総隊副司令官                                       | 航空幕僚長                                              |
| 25                                | 安藤忠司                          | 2025年08月01日 -                                           | 防大33期                          | 航空教育集団司令官                                     |                                                         |

### 輸送航空団司令
| 代 | 氏名                 | 在職期間                                                   | 出身校・期                 | 前職                                    | 後職                                            |
| -- | -------------------- | ---------------------------------------------------------- | -------------------------- | --------------------------------------- | ----------------------------------------------- |
| 01 | 高橋太郎 （空将補）  | 1958年10月01日 - 1959年07月31日                            | 陸士43期                   | 臨時美保派遣隊司令                      | 第16飛行教育団司令 兼 築城基地司令              |
| 02 | 庄子八郎 （1等空佐） | 1959年08月01日 - 1962年03月15日                            | 海兵59期                   | 防衛大学校教授                          | 航空幕僚監部付 →1962年4月1日 退職（空将補昇任） |
| 03 | 牧野滋次             | 1962年03月16日 - 1964年04月16日 ※1963年07月01日 空将補昇任 | 海兵61期                   | 航空幕僚監部防衛部調査第1課長           | 第3航空団司令 兼 小松基地司令                   |
| 04 | 緒方奨               | 1964年04月17日 - 1966年07月15日 ※1964年07月06日 空将補昇任 | 陸士47期                   | 第1航空団副司令                         | 航空自衛隊第3術科学校長 兼 芦屋基地司令         |
| 05 | 美濃部正 （空将補）  | 1966年07月16日 - 1969年03月31日                            | 海兵64期                   | 第12飛行教育団司令 兼 防府北基地司令    | 航空自衛隊幹部候補生学校長 兼 奈良基地司令      |
| 06 | 松島龍夫 （空将補）  | 1969年04月01日 - 1971年04月30日                            | 海兵65期                   | 第13飛行教育団司令                      | 保安管制気象団司令                              |
| 07 | 中村孝 （空将補）    | 1971年05月01日 - 1972年05月14日                            | 陸士52期                   | 航空自衛隊第3術科学校長 兼 芦屋基地司令 | 航空自衛隊幹部学校付 →1973年7月1日 退職         |
| 08 | 原田喜代志           | 1972年05月15日 - 1975年02月16日 ※1974年05月16日 空将昇任   | 陸士53期                   | 第4航空団司令 兼 松島基地司令           | 航空幕僚監部付 →1975年4月1日 退職               |
| 09 | 松尾繁 （空将）      | 1975年02月17日 - 1976年06月30日                            | 陸士55期                   | 統合幕僚会議事務局第3幕僚室長           | 統合幕僚会議事務局長 兼 統合幕僚学校長          |
| 10 | 中島泉二郎 （空将）  | 1976年07月01日 - 1978年03月15日                            | 陸士57期                   | 統合幕僚会議事務局第3幕僚室長           | 中部航空方面隊司令官                            |
| 11 | 花谷成功             | 1978年03月16日 - 1979年06月30日 ※1978年04月04日 空将昇任   | 陸航士57期                 | 防衛研修所教育部長                      | 退職                                            |
| 12 | 江戸力 （空将）      | 1979年07月01日 - 1980年07月31日                            | 海兵75期                   | 航空幕僚監部装備部長                    | 中部航空方面隊司令官                            |
| 13 | 板野安博             | 1980年08月01日 - 1982年02月15日 ※1980年12月05日 空将昇任   | 海兵75期                   | 第5航空団司令 兼 新田原基地司令         | 西部航空方面隊司令官                            |
| 14 | 藤岡昇 （空将）      | 1982年02月16日 - 1983年02月27日                            | 陸士60期                   | 航空実験団司令                          | 飛行教育集団司令官                              |
| 15 | 船越一郎 （空将）    | 1983年02月28日 - 1984年03月01日                            | 早稲田大学・ 5期幹候（陸） | 航空実験団司令                          | 退職                                            |
| 16 | 大圖勝美 （空将）    | 1984年03月02日 - 1985年03月15日                            | 東京水産大学・ 1期幹候     | 南西航空混成団司令部幕僚長              | 飛行教育集団司令官                              |
| 17 | 橋本嘉光             | 1985年03月16日 - 1986年03月16日 ※1985年07月01日 空将昇任   | 九州大学・ 7期幹候         | 北部航空方面隊司令部幕僚長              | 中部航空方面隊司令官                            |
| 18 | 高橋恆清 （空将補）  | 1986年03月17日 - 1986年12月04日                            | 防大1期                    | 航空幕僚監部人事教育部長                | 保安管制気象団司令                              |
| 19 | 鈴木龍生 （空将補）  | 1986年12月05日 - 1988年07月06日                            | 防大1期                    | 第1航空団司令 兼 浜松北基地司令         | 退職                                            |
| 末 | 野本恒雄 （空将補）  | 1988年07月07日 - 1989年03月15日                            | 防大2期                    | 保安管制気象団副司令                    | 航空支援集団司令部幕僚長                        |